# Tennistoernooi van Moskou 2003
|                                            |  |                                    |
| Anastasia Myskina, winnares bij de vrouwen |  | Taylor Dent, winnaar bij de mannen |

Het tennistoernooi van Moskou van 2003 werd van 29 september tot en met 5 oktober 2003 gespeeld op de overdekte tapijtbanen van het oude Olympisch stadion Olimpijskij in de Russische hoofdstad Moskou. De officiële naam van het toernooi was Kremlin Cup.
Het toernooi bestond uit twee delen:
- WTA-toernooi van Moskou 2003, het toernooi voor de vrouwen
- ATP-toernooi van Moskou 2003, het toernooi voor de mannen

ATP-toernooi van Moskou – WTA-toernooi van Moskou

1996 · 1997 · 1998 · 1999 · 2000 · 2001 · 2002 · 2003 · 2004 · 2005 · 2006 · 2007 · 2008 · 2009 · 2010 · 2011 · 2012 · 2013 · 2014 · 2015 · 2016 · 2017 · 2018 · 2019 · 2020 · 2021